# شب ماه (بردسرة)
شب ماه (بالفارسية: شب ماه) هي مستوطنة تقع في إيران في قسم بردسرة الريفي. يقدر عدد سكانها بـ 536 نسمة بحسب إحصاء 2016.